# 福島駅 (大阪府)
大阪府に福島駅（ふくしまえき）と名のつく駅は以下の通り3つ存在する。いずれも大阪市福島区にあり、それぞれ徒歩数分程度の距離に位置している。周辺はオフィスビルも多い商業地であり、3駅から見て南ないし南東の方角にあった旧・大阪大学医学部附属病院の跡地にはほたるまちと大阪中之島合同庁舎が出来ている。

福島区

- 福島駅（JR西日本） - 1898年（明治31年）4月5日開業。大阪環状線。JR野田駅 - 福島駅 - 大阪駅
- 福島駅（阪神電鉄） - 1905年（明治38年）4月12日開業。本線。 阪神野田駅 - 福島駅 - 梅田駅
- 新福島駅（JR西日本） - 1997年（平成9年）3月8日開業。JR東西線。海老江駅 - 新福島駅 - 北新地駅

3駅の中で最も古いのは現JR西日本の福島駅で、1898年旧西成鉄道開業時に設置され、1906年（明治39年）公布の鉄道国有法により国有化されて旧国鉄の駅になり、1987年国鉄民営化に伴いJR西日本の駅となった。1964年に高架駅化されている。東海道本線支線（梅田貨物線）が駅北側高架下の地上を走るが、構造上、当駅で停車することはない。
次いで、1905年の阪神本線の開業と同時に誕生したのが阪神福島駅で、1993年に梅田駅と野田駅の間が地下新線に切り替えられた時に地下駅となった。JR福島駅前からなにわ筋を南へ徒歩数分、なにわ筋浄正橋交差点から国道2号に沿って東北東に伸びる形で位置する。地上駅時代の阪神福島駅は、JR福島駅のすぐ南側（現在のラグザ大阪・ホテル阪神の場所）にあった。
最も新しいのが、1997年JR東西線開通と同時に開業したJR新福島駅で、地下駅。JR福島駅前からなにわ筋を南へ徒歩数分、なにわ筋浄正橋交差点から国道2号に沿って阪神福島駅と反対方向の西南西に伸びる形で位置する。

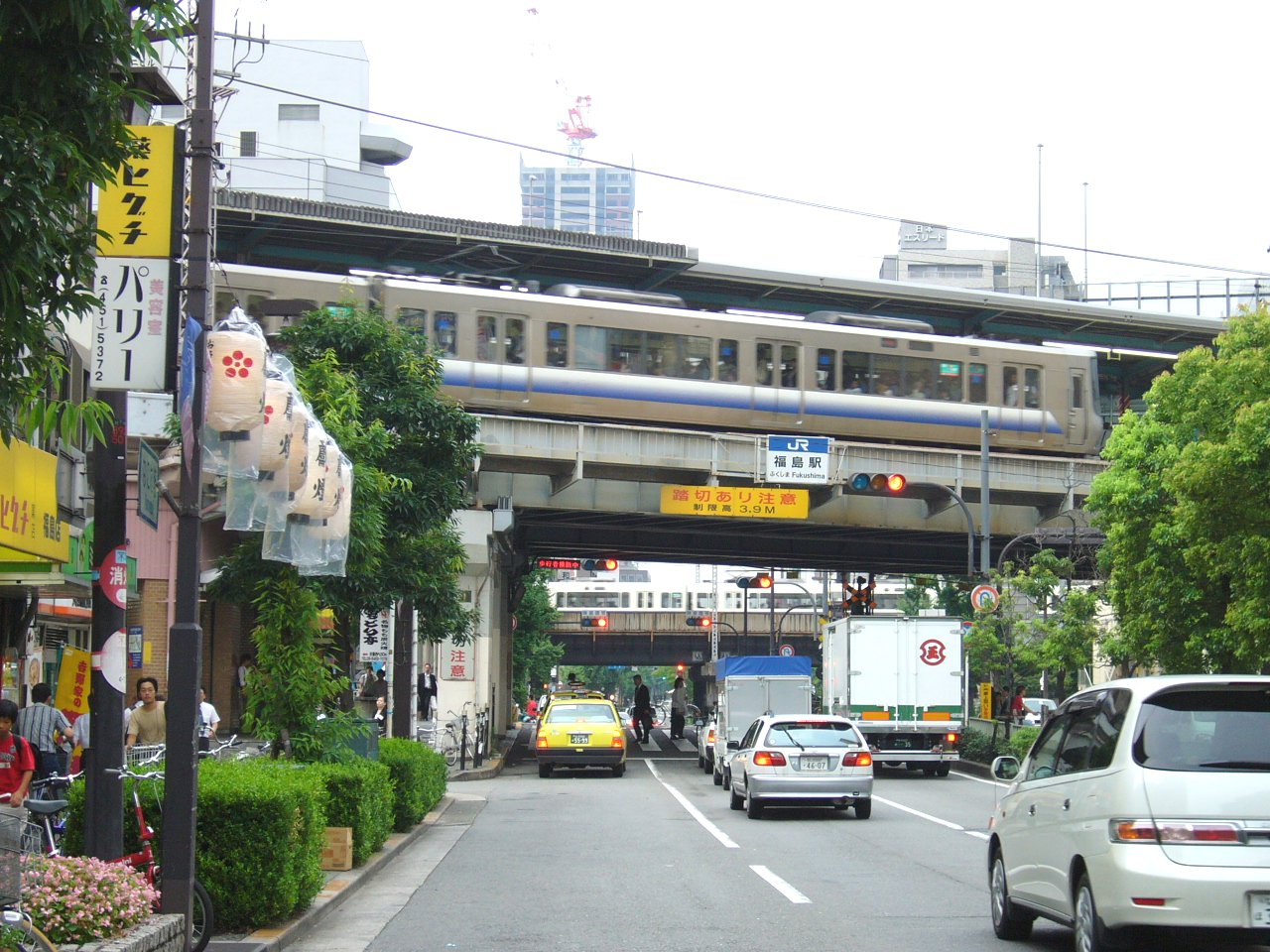
南側からJR福島駅を見る。高架下に梅田貨物線の踏切がある。駅の高架を抜けた向こうに見える高架線は東海道本線。
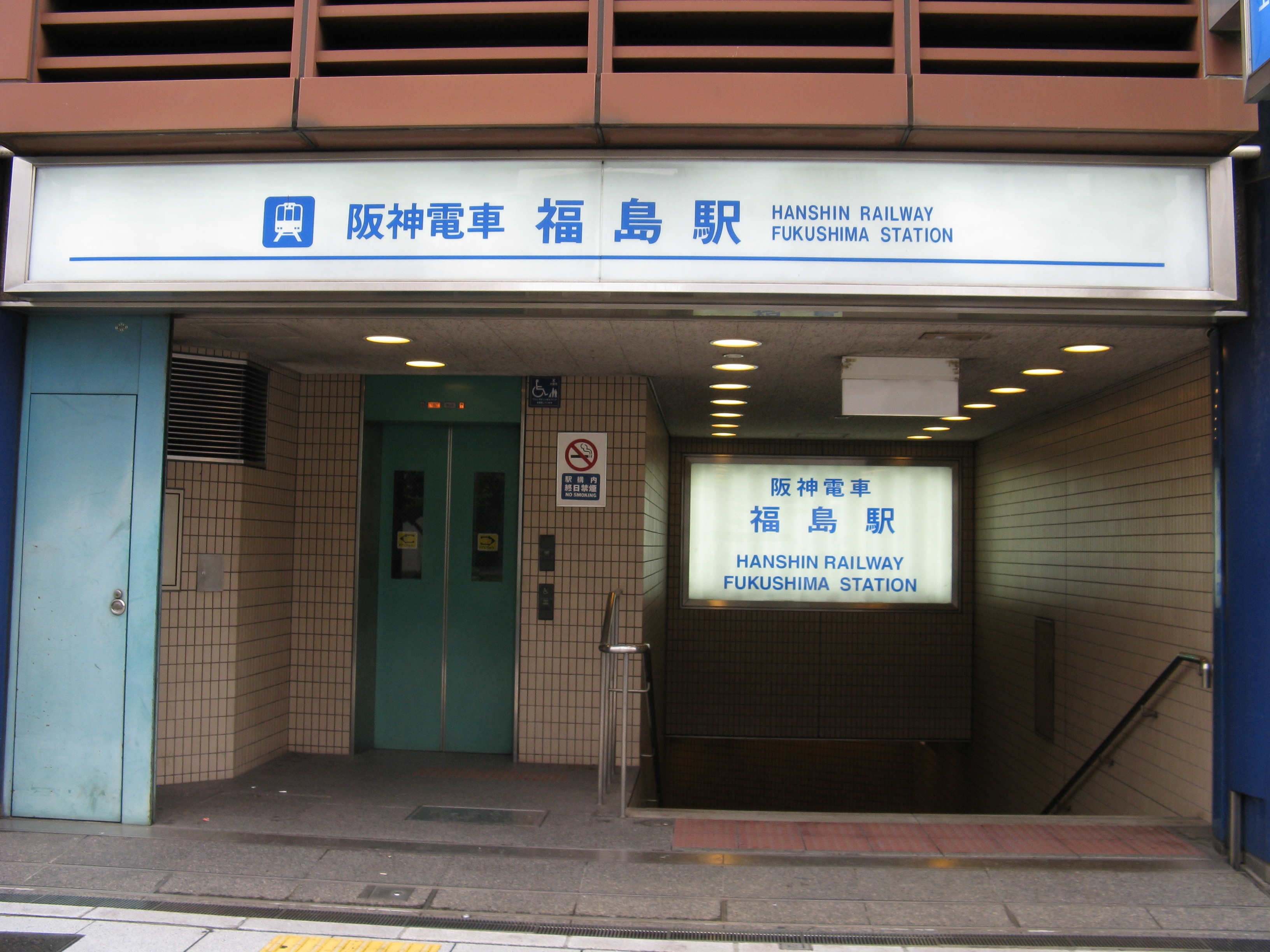
阪神福島駅への入口
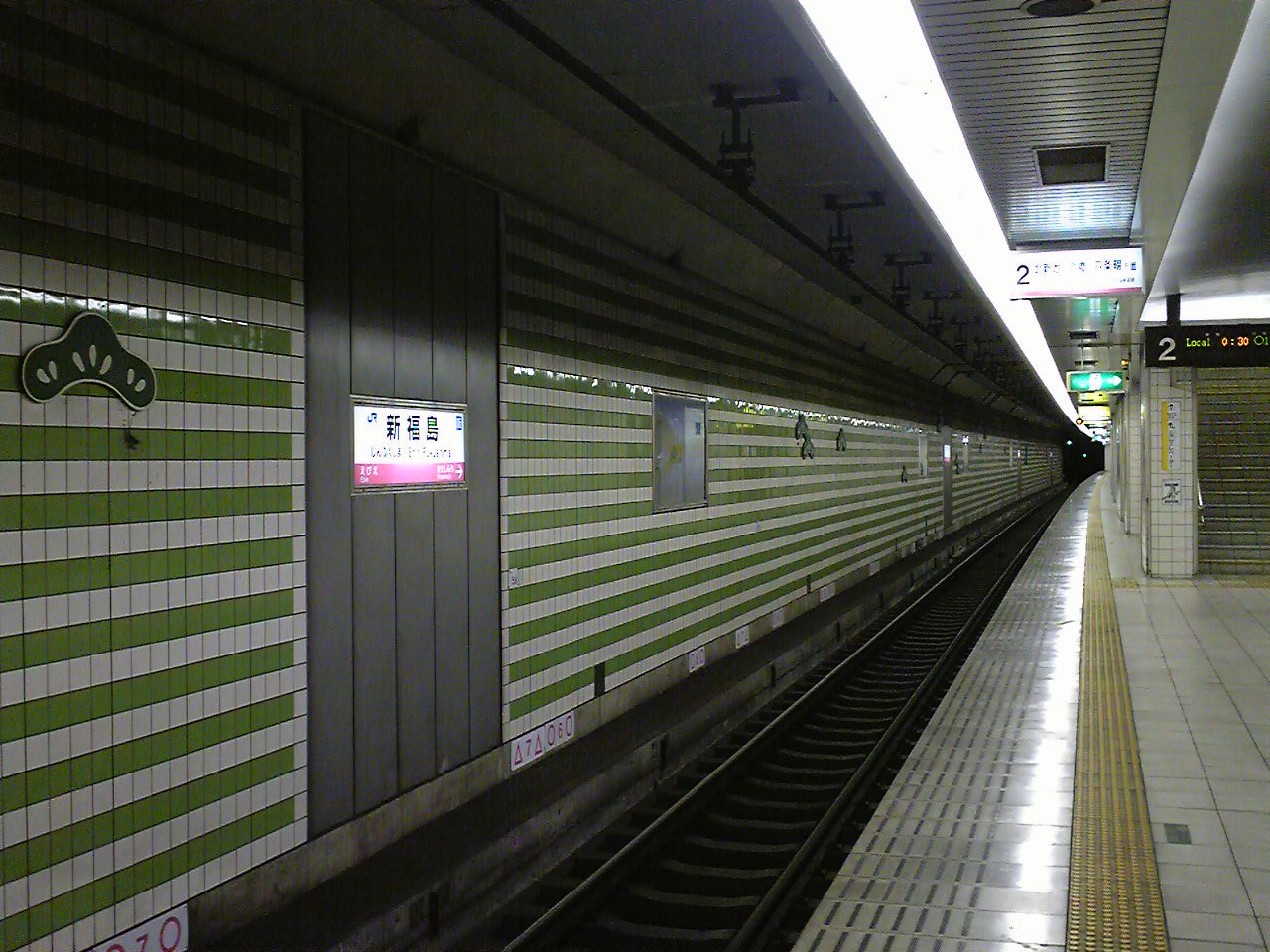
新福島駅